# Ballana abrupta
Ballana abrupta är en insektsart som beskrevs av Delong 1964. Ballana abrupta ingår i släktet Ballana och familjen dvärgstritar. Inga underarter finns listade i Catalogue of Life.